# Conde de Almeida
Conde de Almeida é um título nobiliárquico português criado por Decreto de 23 de Junho de 1875 do Rei D. Luís I a favor de Carlos Augusto de Almeida, filho herdeiro de Paulo Martins de Almeida, Visconde de Almeida (título brasileiro).

## Conde de Almeida (1875)

### Titulares
1. Carlos Augusto de Almeida (1846–1902), 1º Conde de Almeida

### Armas
Um escudo partido em pala: na primeira as armas dos Almeidas — em campo vermelho seis besantes de oiro, entre uma dobre cruz, e bordadura do mesmo metal; a segunda pala partida em faxa; na primeira em campo negro, uma águia de oiro estendida, tendo nas garras uma chave de oiro, e orladura de oiro; na segunda em campo azul uma cruz composta de onze estrelas de prata e orladura de oiro, símbolo da Ordem do Cruzeiro do Sul, do Brasil.